# Garbicz
Garbicz (deutsch Görbitsch) ist ein Dorf im Powiat Sulęciński der Woiwodschaft Lebus in Polen. Es gehört zur Gemeinde Torzym (Sternberg) und hat etwa 300 Einwohner. Es ist Veranstaltungsort des jährlich im August stattfindenden Garbicz Festivals.

## Geographie

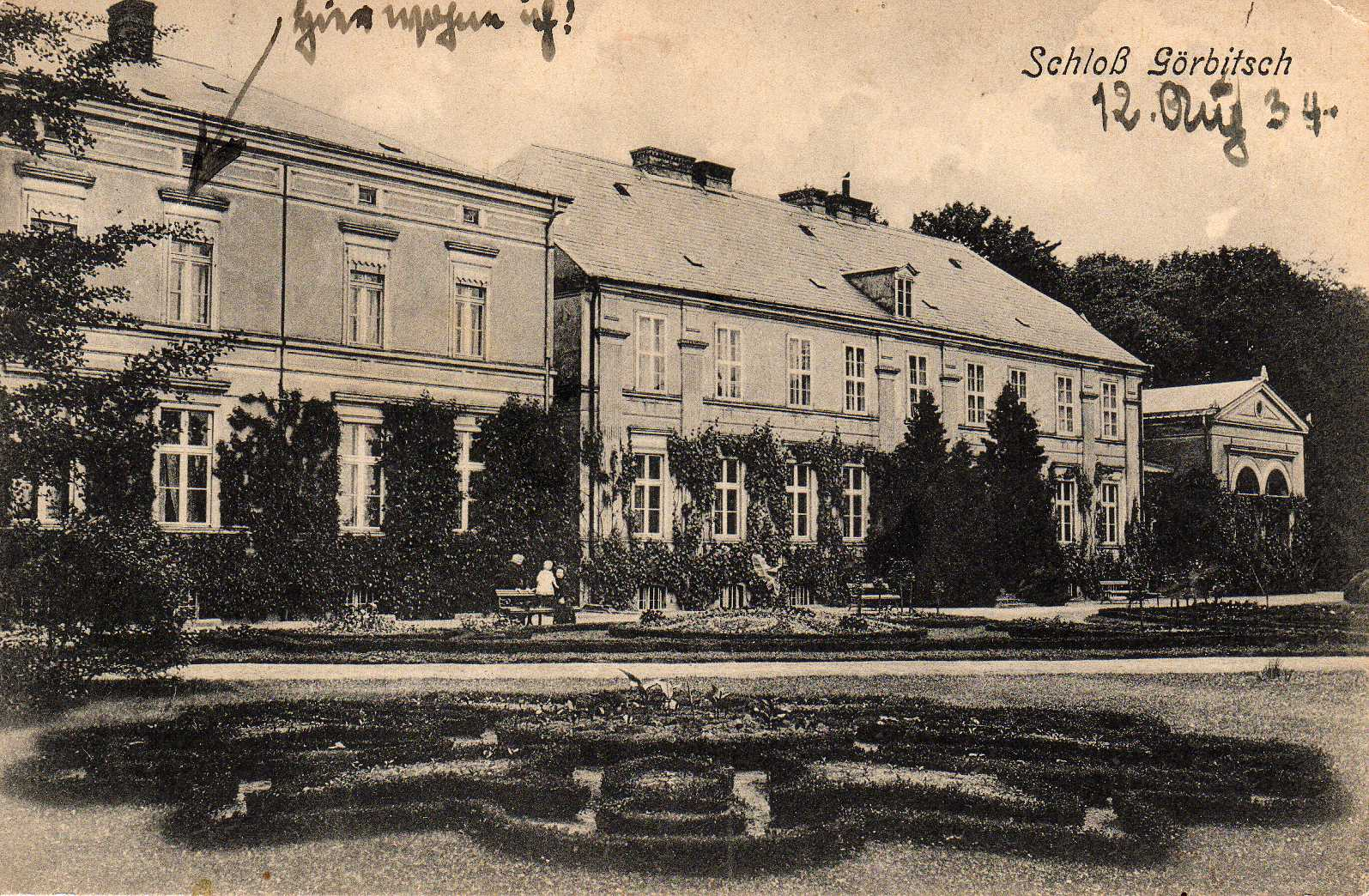
Schloss Görbitsch; alte Postkarte um 1910

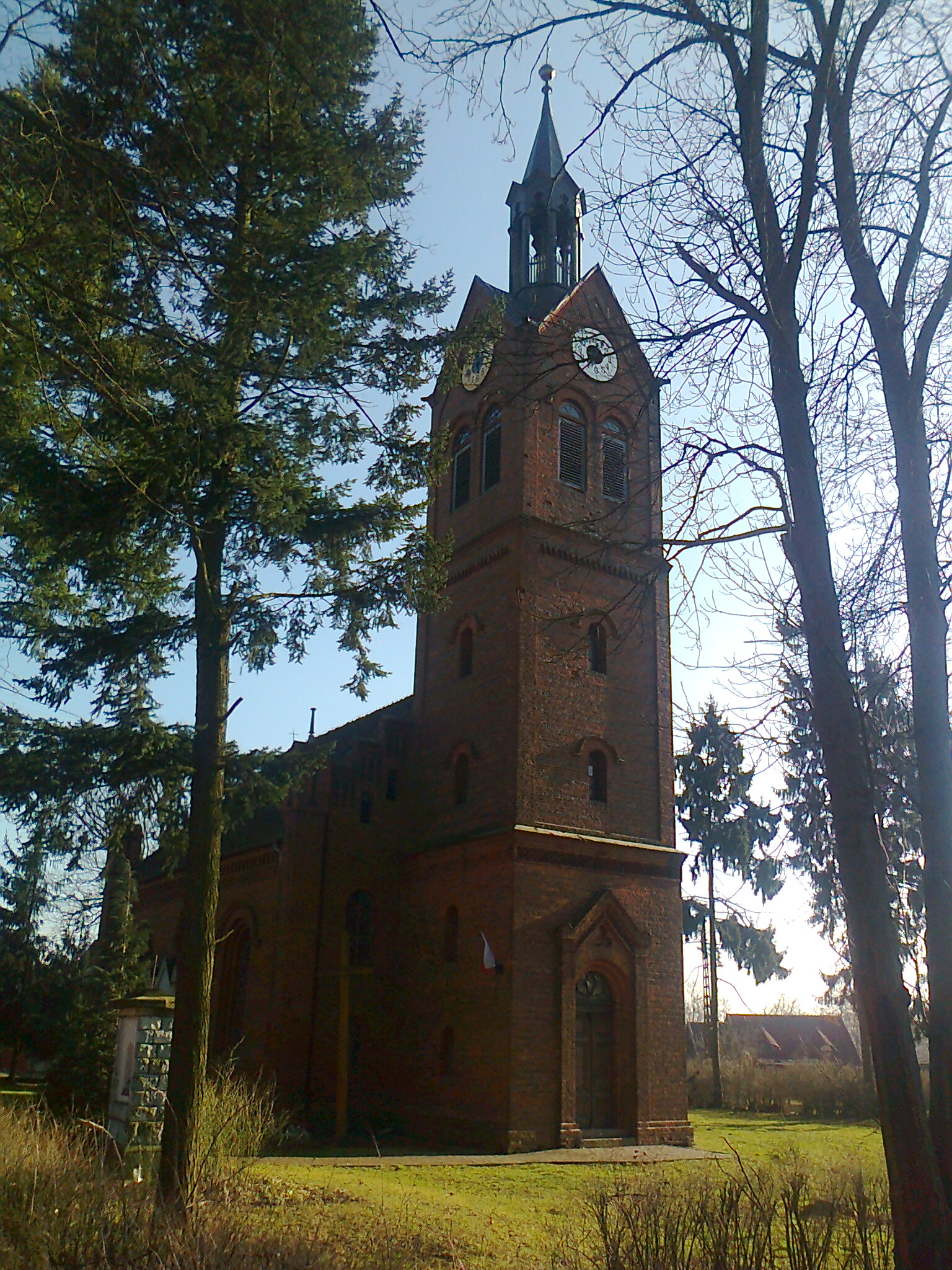
Kirche von Görbitsch

Das Dorf liegt nahe Rzepin (Reppen) im Nordwesten der Woiwodschaft in der Neumark. Die ausgedehnten Wäldern gehören zur Puszcza Rzepińska (Reppener Heide). Unmittelbar an das Dorf grenzen drei Seen (Krummer See, Großer See und Kleiner See) mit einer Gesamtlänge von 280 Metern. Garbicz verfügt über die Vorwerke Charlottenfeld(e) (Szarlatka) (gegr. 1829), und Augustenhof (Krzywnia).

## Geschichte
Zum ersten Mal urkundlich erwähnt wurde Görbitsch 1375. Die erste Namensform war Gorbitz, später erschien der Ort unter den Namen Garbitsch und Jorbitz. Im Jahr 1458 gehörte Görbitsch der Familie von Winning, welche im Jahre 1501 die eine Hälfte des Ortes und 1508 die andere an die Familie von Buntsch(e) zu Biberteich verkaufte. 1518 gehörte Görbitsch der Familie von Nauendorf bzw. Neuendorf, welche dort noch 1643 ansässig war. 1724 gehörte der Familie von Selchow Görbitsch; spätere Gutsbesitzer waren die Familien von Lamott (Ende 18. Jahrhundert), von Winterfeld (ab 1802), von Hollwede (ab 1807) und von Gaudi (bis 1826). Letztere Familie veräußerte das Gut im Jahr 1826 für 54100 Taler an die Familie von Risselmann, bei der es bis 1945 verblieb. Letzter Besitzer war Elhard von Risselmann.
Der Görbitscher Zweig der Familie von Risselmann starb im Zweiten Weltkrieg aus, da dessen letzter Vertreter, Elhard von Risselmann, kurz vor Kriegsende in der Tschechoslowakei verunfallte. Ab 1944 war das Schloss als Ausweichunterkunft für Reichsminister Hans Frank vorgesehen.
Das Dorf gehörte bis 1945 zum ostbrandenburgischen Landkreis Weststernberg, und hatte im Jahr 1939 361 Einwohner. Ein Teil des Pfarrarchivs von Görbitsch konnte 1945 vom letzten protestantischen Pfarrer Gerhard Witt vor der nahenden Roten Armee in Sicherheit gebracht werden. Das Gutsarchiv (umfassend die Jahre von 1770 bis 1870) befindet sich aktuell im Staatsarchiv Landsberg.

## Bauwerke
- Beim Schloss Görbitsch handelt es sich um ein schmuckloses klassizistisches Herrenhaus, bestehend aus Hauptgebäude (um 1770), Seitenflügel (zweite Hälfte 19. Jahrhundert) und Orangerie (um 1820). Das Schloss wurde um 2000 nicht denkmalgerecht renoviert und in ein Schlosshotel verwandelt. Durch Anbauten („Portikus“, Schwimmbad) und nahezu vollständige Entkernung im Inneren entspricht nur noch die Fassade (teilweise) dem Urzustand. Das Schlosshotel wurde in einem pseudohistorisierenden Stil ausgestattet. Auch der Gutspark wurde im Zuge der Umbaumaßnahmen verändert bzw. planiert.
- Die Backsteinkirche stammt aus der Mitte des 19. Jahrhunderts. Sie wurde an der Stelle eines durch einen Brand zerstörten Vorgängerbaus errichtet, wie aus der Inschrift einer hinter dem Altar eingemauerten Gedenktafel hervorgeht. Die Kirche ist weitestgehend original erhalten. Die im Zweiten Weltkrieg zerstörte Turmbekrönung wurde um 2000 rekonstruiert. Die ebenfalls aus dem 19. Jahrhundert stammende Orgel ist in großen Teilen erhalten, wegen der Schäden am Pfeifenwerk derzeit aber nicht spielbar. Seit dem 23. Mai 2008 läuten die Glocken nach mehr als 60 Jahren Stille wieder.

## Pfarrer von Görbitsch und Pinnow
(von der Reformation bis 1945)
- 1. 1591–1620 Geister, Johann
- 2. 1621–1638 Klepzii, Martin
- 3. 1639–1683 Lichtenberg, Joel (Emeritus)
- 4. 1684–1687 Loeber, George (Adiunctus)
- 5. 1687–1691 Chilek, George (Adiunctus)
- 6. 1691–1741 Lichtenberg, Georg Friedrich (ein Sohn des Joel Lichtenberg)
- 7. 1742–1793 Rehfeldt, Paul Ernst
- 8. 1794–1838 Redlich, Siegismund
- 9. 1839–1867 Metzig, Paul
- 10. 1868–1869 Gruber, Benjamin August Wilhelm
- 11. 1870–1872 Köhler, Gustav Ferdinand Rudolf
- 12. 1874–1877 Heindorf, Franz Friedrich
- 13. 1877–1883 Braune, Hugo
- 14. 1883–1908 Redlich, Otto Louis
- 15. 1908–1915 Richter, Friedrich Karl Paul
- 16. 1916–1924 Eiter, Ludwig
- 17. 1925–1928 Heintze, Johannes, lic.
- 18. 1930– 000Hoene, Martin
- 19. 1940–1945 Witt, Gerhard Johannes Helmut (1911–1996), nach dem Zweiten Weltkrieg Pfarrer in Zagelsdorf und Prensdorf bei Dahme/Mark, Heimatdichter und Heimatforscher.

## Persönlichkeiten
- Friedrich Wilhelm Leopold von Gaudi